# Amarochara inquilina
Amarochara inquilina är en skalbaggsart som först beskrevs av Thomas Casey 1906.  Amarochara inquilina ingår i släktet Amarochara och familjen kortvingar. Inga underarter finns listade i Catalogue of Life.